# Carrera de cintas a caballo

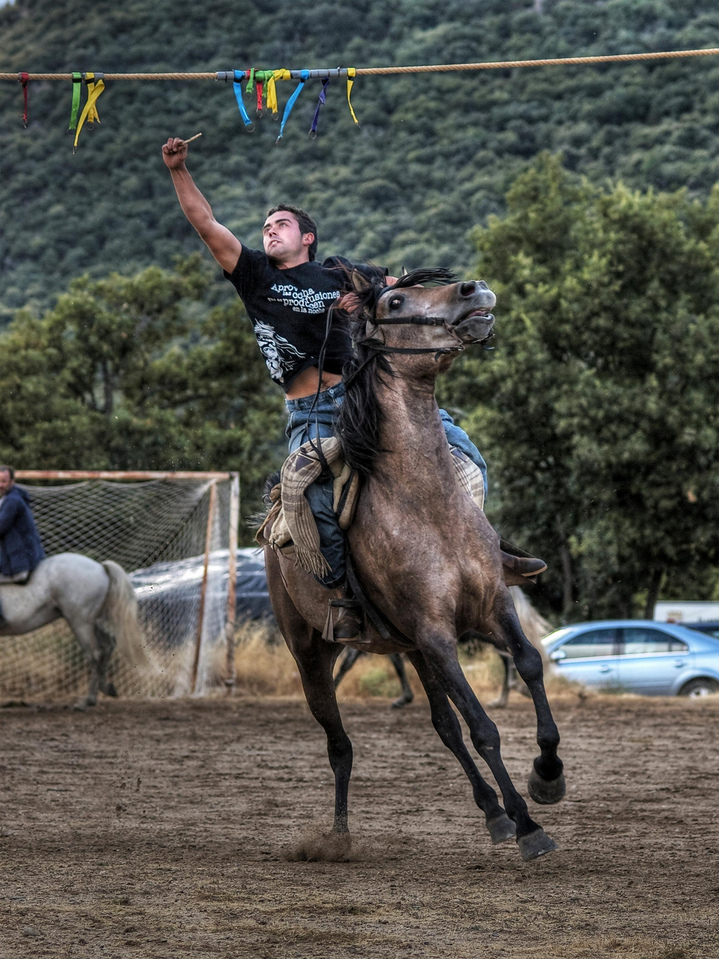
Carrera de cintas a caballo.

La carrera de cintas a caballo es un juego que se celebra en la mayoría de localidades españolas, probablemente de origen Vetton, evolucionó hasta la Edad Media inspirado en los torneos y justas de época medieval, la costumbre se extendió durante tiempos coloniales en América Latina.

## Antecedentes históricos
Los orígenes de esta festividad de remonta a los celtíberos, ya Estrabon documenta estos festejos en las tierras de los Vettones y de los lusitanos en el siglo I d. C., si bien evolucionó hasta la Edad Media, en las antiguas cortes y en los feudos las discrepancias entre caballeros se dilucidaban con duelos. También por motivos festivos como pueden ser enlaces matrimoniales, victorias en las batallas… etc, se efectuaban torneos para entretener tanto a los nobles como a los villanos. Estas justas y torneos también servían para que los caballeros se mantuvieran en forma durante los periodos de asedio. Durante estas justas los caballeros se entrenaban en el manejo de las armas, además de entretener y divertir a los asistentes.
Lo más parecido en estos torneos y justas a las carreras de cintas a caballo era el juego del “fuego del aro”. Este juego consistía en acertar a introducir la punta de la lanza en unos arcos metálicos que se colgaban atados por una cinta en la que en la otra punta se ataba un falso nudo para que la cinta se soltase sin dificultad. Es conocido que los caballeros participantes elegían una dama a las que le ofrecían los triunfos, dicha dama si aceptaba a este caballero anudándole un pañuelo con sus colores distintivos. 
Hoy esas lanzas de los antiguos caballeros se han cambiado por picas de madera de unos 20 cm aproximadamente y el aro metálico se ha cambiado por una anilla de unos 2 cm de diámetro, manteniendo así su dificultad inicial lo que ayuda a que los participantes deban ser tan diestros en la montura como los antiguos caballeros medievales.
Las cintas son de seda y tienen un tamaños de 150 cm de longitud y 5 cm de anchura aproximadamente, esta se enrolla en unos carretes y se deja colgando la pequeña anilla que cuelga del extremo. El caballista al embocar la pica en la anilla y tirar de ella hace que la cinta se desenrolle a la carrera del caballo propiciando el aplauso y losa vítores de los asistentes. El ganador es aquel o aquella caballista que consigue el mayor número de cintas. Este recibe el premio por parte de una de las “manolas” que preside la carrera.

## Desarrollo de la carrera

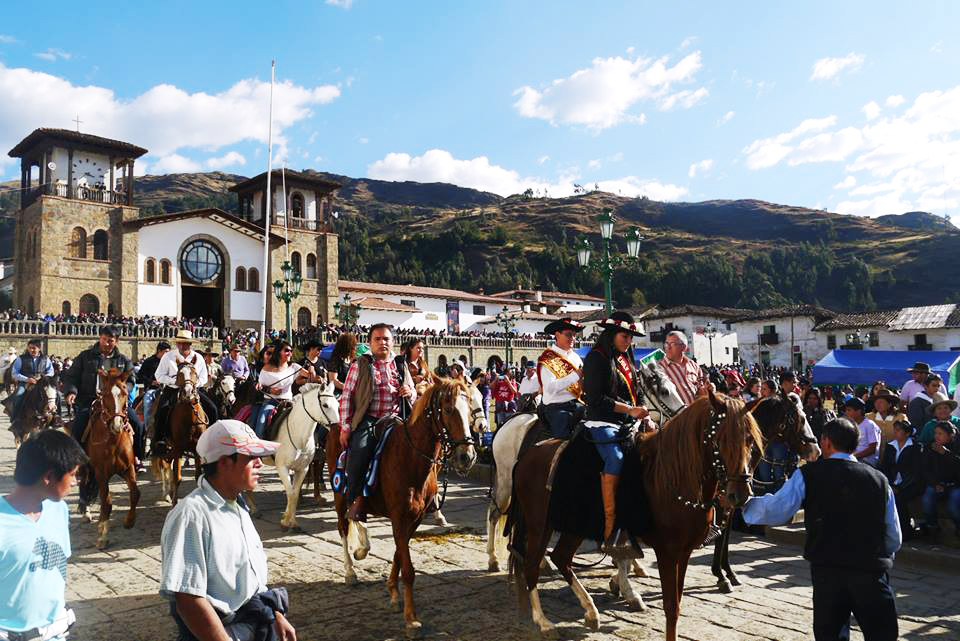
Jinetes de Chacas recorriendo las principales calles para el recojo de las cintas.

La carrera se realiza en las fiestas patronales, a primera hora de la tarde todos los jinetes recorren el pueblo recogiendo a las cintas para llevarlas al lugar donde se celebra la carrera. Una banda de música ameniza toda la carrera. 
Los caballistas uno a uno van pasando al galope intentando coger la cinta introduciendo la pica por la anilla de la cinta. Si el caballista acierta y coge la cinta es ovacionado por el público asistente situado a ambos lados de la calle y la banda de música toca una pieza en su honor. El participante que más cintas consigue es el ganador.

## Lugares donde se practica
- Güéjar Sierra, Granada, Provincias de Ávila Salamanca y Valladolid, España (Fiestas Patronales, mediados de agosto)
- Cieneguillas de Guadalupe, Almoloya de Juárez, México (septiembre)
- Mérida, Venezuela, en todo el estado resaltando, julio ferias Mesa de los Indios, septiembre ferias Jaji, Diciembre ferias loma de los angeles, febrero ferias del sol y virgen de la candelaria.
- La Gavia, Municipio de Almoloya de Juárez, México (Fiestas Patronales de San Miguel Arcángel)
- Mollina, España (Feria de la Vendimia, segunda semana de septiembre)
- Fuente de Piedra, España (8 de septiembre)
- Usagre, España (Fiestas en honor a San Isidro, Romería)
- Chiquián, Perú.
- Oxapampa, Perú.
- Chacas, Perú (17 de agosto). La carrera se desarrolla en la plaza principal del pueblo y los jinetes compiten por cintas donadas por las señoritas del lugar que han grabado sus nombres en estas.
- Chenalhó, Chiapas, México
- Santiago Tuxtla, Veracruz, México
- Concepción de Buenos Aires, Jalisco, México (17 de septiembre)
- Navarredonda y Barajas de Gredos  Ávila asta los años 90 en los pueblos de la provincia de Ávila se practicaban las carreras utilizando pollos vivos atados por las patas y boca a bajo, los mozos al galope des-cabezaban a las aves vivas en estos festejos, siendo sin duda el origen más antiguo de esta tradición, ecuestre probablemente Vettona, asta 1990 que dicha tradición fue abolida por la crueldad con la que se desarrollaba y en la actualidad se corren como en el resto de la geografía española.
- Muñana, Ávila (Domingo de Carnaval). Los Quintos recogen a las quintas de sus casas a lomos de los caballos, luego se juntan todos en la plaza y se dirigen en los caballos a la era a correr las cintas. No hay ninguna competición propiamente dicha, sino que la cintas están destinadas a los quintos y estas están escritas. Cada quinto debe escribir una cinta a su quinta dedicándole unas palabras y viceversa. Después todos los quintos y las quintas, junto con la juventud del pueblo, va por las casas de los quintos y las quintas haciendo lo que antiguamente se llamaba la carrera del bollo, tomando copas y hornazos, empanadas y embutidos de los tres diferentes mataderos del pueblo.
- Solosancho y mironcillo  Ávila

Arévalo Ávila.
Béjar Salamanca
- Playa Junquillal, Costa Rica
- Todos Santos Cuchumatán, Guatemala.
- Texistepeque, Santa Ana, El Salvador.
- Calderas, Barinas, Venezuela (el tercer domingo de cada junio por el Día del Padre y el 30 de agosto en las fiestas patronales en honor de Santa Rosa de Lima)

## Reconocimientos
- Fue declarada Fiesta de Interés Turístico Nacional de Andalucía por Resolución de 10 de enero del 2000, de la Dirección General de Fomento y Promoción Turística, por la que se hace pública la declaración de Fiesta de Interés Turístico Nacional de Andalucía a la celebración Carrera de Cintas a Caballo de Fuente de Piedra (Málaga).

- Fue declarada cómo manifestación cultural, del municipio Campo Elías, Mérida Venezuela.

- Datos: Q5046090